# Barge
Barge (piemontès i italià Barge) és un municipi italià, situat a la regió del Piemont. L'any 2007 tenia 7.637 habitants. Està situat a la plana padana, dins de les Valls Occitanes. Limita amb els municipis de Bagnolo Piemonte, Cardè, Cavour (Torí), Envie, Ostana, Paesana, Revello, Sanfront i Villafranca Piemonte (Torí).

## Fills il·lustres
- Giulio Roberti (1823-1891) compositor i musicograf.

## Administració
| Període | Identitat       | Partit      |
| ------- | --------------- | ----------- |
| 2004-   | Luca Colombatto | PDL-Liberal |